# 神は我らと共に (プロイセン)
神は我らと共に（かみはわれらとともに、ドイツ語: Gott mit uns）は、プロイセン王家ホーエンツォレルン家の標語。プロイセン軍の紋章、後にドイツ軍の紋章の一部になった。

皇帝によって使用された基本的な紋章

## 概要
ドイツでは古来、ドイツ騎士団によって使用されていた。スウェーデン王グスタフ2世アドルフの定めた3つの公式な標語の一つでもある。これはプロイセン王、ブランデンブルク選帝侯やドイツ皇帝に先行して定められたものであるが、スウェーデン以外の地域でもよく使用された。三十年戦争の鬨の声としても使われた。
第二次世界大戦中、国防軍の兵士たちは、この標語が書かれた留め金のあるベルトを身に着けた。これに対して武装親衛隊の隊員は、親衛隊のモットーである忠誠こそ我が名誉（Meine Ehre heißt Treue）という標語が書かれたベルトを着用していた。
なお、古代ローマ帝国や東ローマ帝国では、同義のノビスクム・デウス（ラテン語：Nobiscum Deus、神は我らと共に）という鬨の声が用いられていた。

## ギャラリー
使用例
- フリードリヒ1世の紋章
- プロイセン王冠勲章（ドイツ語版）
- 1871年のドイツ帝国紋章
- 1933年のプロイセン自由州紋章
- 第一次世界大戦時のドイツ陸軍下士官兵のベルトバックル
- 第二次世界大戦時のドイツ陸軍下士官兵のベルトバックル